# Грузское (Тростянецкий район)
Грузское (укр. Грузьке) — село,
Белковский сельский совет,
Тростянецкий район,
Сумская область,
Украина.
Код КОАТУУ — 5925080403. Население по переписи 2001 года составляло 114 человек .

## Географическое положение
Село Грузское находится на берегу безымянной речушки, которая через 4 км впадает в реку Боромля,
ниже по течению на расстоянии в 2,5 км расположено село Никитовка.
На расстоянии в 1 км расположено село Хвощевая.

## Экономика
- Молочно-товарная ферма.